# Stichting Cosmicus
Stichting Cosmicus is een Nederlandse landelijke organisatie die met educatieve, culturele, sociale en wetenschappelijke activiteiten en projecten een bijdrage probeert te leveren op het gebied van maatschappelijke participatie, integratie en emancipatie in het algemeen, en aan opleiding, ontwikkeling en loopbaan van studenten en alumni in het bijzonder. 

## Activiteiten
Stichting Cosmicus werd in 1995 opgericht, met als doel om migrantenkinderen beter toe te rusten voor de maatschappij en het Nederlandse onderwijs. Dit werd aanvankelijk gedaan door ervaringsdeskundigen, studenten, die deze weg al waren gegaan. Met het organiseren van bijlessen tot het stichten van nieuwe scholen, die vooral Wereldburgerschap als uitgangspunt namen, ontwikkelde de organisatie zich tot een onderwijsondersteunende dienst.
Cosmicus is anno 2020 actief met twee middelbare scholen (in Rotterdam en Amsterdam), drie basisscholen (in Rotterdam, Den Haag en Arnhem) en acht studentencentra verspreid over het land. Het merendeel van de lokale afdelingen is gevestigd op universiteiten en hbo-instellingen.
Daarnaast organiseert Cosmicus jaarlijks een internationale milieu- en wetenschapsolympiade (INESPO) en geeft zij elk kwartaal een opinietijdschrift uit (de Cascade). Ook organiseert Cosmicus reizen naar Istanbul, dat het afficheert als de culturele hoofdstad van Europa. Gericht wordt op politici en ambtenaren op het gebied van onderwijs en schooldirecteuren of andere belangstellenden.